# Slavangard
Slavangard − coroczny ogólnopolski dominikański festiwal filmów krótkometrażowych i fotografii w Krakowie. Festiwal ma na celu rozpowszechnianie kultury filmowej, umożliwienie uczestnikom rozwoju w zakresie sztuki kinematografii, a także spotkania się wszystkich członków wspólnot z całego kraju. Organizatorami festiwalu są Klasztor Ojców Dominikanów w Krakowie za pośrednictwem Dominikańskiego Duszpasterstwa Akademickiego „Beczka” w Krakowie. Pierwsza edycja odbyła się w 2007 roku, od 2016 r. festiwal ma zasięg ogólnopolski.

## Historia
Pomysł stworzenia dominikańskiego festiwalu filmowego pochodzi od dominikanina o. Macieja Roszkowskiego, ówczesnego duszpasterza Beczki, który zdołał zachęcić studentów do nagrywania krótkometrażowych filmów. Nieformalny i wewnętrzny charakter festiwalu uległ zmianie w 2016 roku, gdy z okazji 800-lecia powstania Zakonu Kaznodziejskiego postanowiono zaprosić do udziału w nim wszystkie wspólnoty dominikańskie. W 2017 r. zaproszenie skierowano do twórców indywidualnych, a także wspólnot, instytucji i duszpasterstw z całej Polski oraz poszerzono festiwal o konkurs fotograficzny.

## Edycje ogólnopolskie
| Edycja | Data gali finałowej | Hasło             | Najlepszy film (fabularny)                       |
| ------ | ------------------- | ----------------- | ------------------------------------------------ |
| 10.    | 22.05.2016          | Mówić nieustannie | Domini Canes (reż. Jakub Bednarz)                |
| 11.    | 20.05.2017          | Siła przebicia    | 4 pokój (reż. Paweł Woźniak)                     |
| 12.    | 19.05.2018          | Oto człowiek      | PsyDuck (reż. Jakub Słabek, Mateusz Miszczyński) |
| 13.    | 18.05.2019          | Potęga smaku      | Ylva (reż. Jakub Słabek)                         |
| 14.    | 21.11.2020          | Oblicze ziemi     | Öve (reż. Jakub Słabek)                          |